# Station Hamburg Kornweg
Station Hamburg Kornweg (Klein Borstel) (Haltepunkt Hamburg Kornweg (Klein Borstel), kort: Haltepunkt Kornweg) is een spoorwegstation in het stadsdeel Ohlsdorf van de Duitse stad Hamburg. Het station is onderdeel van de S-Bahn van Hamburg aan de spoorlijn Hamburg Hauptbahnhof - Hamburg-Poppenbüttel en is geopend op 15 januari 1918. Het station is vernoemd naar de straat Kornweg, welke op steenworp afstand van het station ligt. De Kornweg ligt in de buurt Klein Borstel, welke is toegevoegd aan de naam van het station. De buurt Klein Borstel kenmerkt zich door rijtjeshuizen en meergezinswoningen.

## Indeling
Het station telt één eilandperron met twee perronsporen. Het perron is voor een deel overkapt. Via een klein stationsgebouw is er toegang tot het station via een trap, het gebouw heeft geen faciliteiten. Dit gebouwtje is alleen te bereiken vanaf de straat Tornberg.

## Verbindingen
De volgende S-Bahnlijn doet het station Kornweg aan:
| Serie | Treinsoort        | Route | Bijzonderheden |
| ----- | ----------------- | --- | -------------- |
|       | S-Bahn (DB Regio) | Hamburg Airport – /Poppenbüttel – Kornweg – Ohlsdorf – Barmbek – Berliner Tor – Hauptbahnhof – Altona – Blankenese – Wedel |                |